# Xingao (sockenhuvudort i Kina, Shanxi Sheng, lat 39,03, long 112,96)
Xingao är en sockenhuvudort i Kina. Den ligger i provinsen Shanxi, i den norra delen av landet, omkring 130 kilometer norr om provinshuvudstaden Taiyuan. Antalet invånare är 21 437. Befolkningen består av 9 931 kvinnor och 11 506 män. Barn under 15 år utgör 14,0 %, vuxna 15-64 år 75 %, och äldre över 65 år 9,0 %.
Runt Xingao är det ganska tätbefolkat, med 111 invånare per kvadratkilometer. Xingao är det största samhället i trakten. Trakten runt Xingao består i huvudsak av gräsmarker.
Genomsnittlig årsnederbörd är 693 millimeter. Den regnigaste månaden är juli, med i genomsnitt 183 mm nederbörd, och den torraste är januari, med 4 mm nederbörd.